# Zak Spears

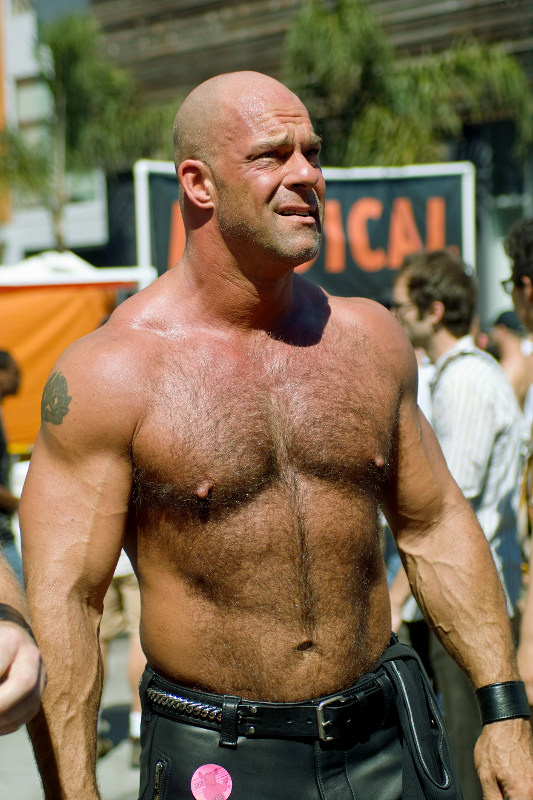
Zak Spears 2015

Zak Spears (Khristofor Lawl Rossianov) (* 15. Januar 1965 in Chicago, Illinois) ist ein US-amerikanischer Pornodarsteller in homo- und heterosexuellen Hardcore-Produktionen.
Spears, Sohn russischer Einwanderer, gewann unter anderem 2001 die GayVN Awards als bester Pornodarsteller des Jahres. Der Name Zak Spears ist ein Pseudonym, den er sich als Pornodarsteller zugelegt hat. Er ist Ehrenmitglied der Big Cock Society und Träger des Großen Ehrenpreises der Gay cops 2007.

## Auszeichnungen und Preise

### Adult Erotic Gay Video Awards
- 1993 Best Newcomer
- 1994 Best Actor,
- 2000 Wall of Fame inductee
- 2004 Best Duo Sex Scene, mit Johnny Hazzard in Bolt; geteilt mit Tag Adams und Aiden Shaw in Perfect Fit
- 2004 Best Non-Sex Performance, in Buckleroos Parts I und II

### GayVN Awards
- 2001 Hall of Fame
- 2002 Best Actor, The Joint; geteilt mit Tony Donovan, Carnal Intentions
- 2005 Best Non-Sex Performance, Buckleroos Parts I und II

### Gay Erotic Video Awards
- 1993 Best Cum Shot
- 1994 Best Actor, geteilt mit Grant Larson

### The "Dave" Awards
- 1994 Best Sex Scene, The Wild Ones

### Probe/Men in Video Awards
- 1997 Porn Legend

### AVN Awards
- 1994 Best Supporting Actor—Gay Video
- 1994 Best Newcomer—Gay Video